# Euhesma rufiventris
Euhesma rufiventris är en biart som först beskrevs av Michener 1965.  Euhesma rufiventris ingår i släktet Euhesma och familjen korttungebin. Inga underarter finns listade i Catalogue of Life.

## Bildgalleri

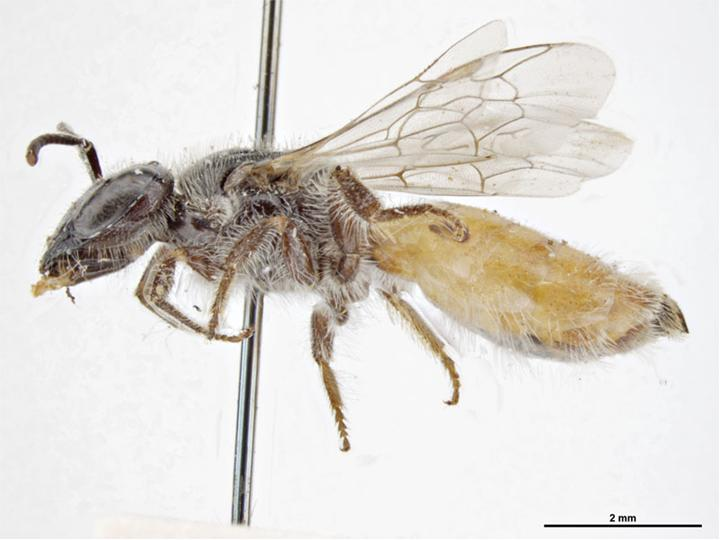